# Хуса-Кардоникская
Хуса-Кардоникская (Хуса-Кардоник, Хуса, в верхнем течении также — Речуха) — река в Карачаево-Черкесской республике России, правый приток Большого Зеленчука. Протекает по территории Марухского, Даусузского и Зеленчукского сельских поселений в центральной части Зеленчукского района.
У истока носит название Крутая, в верхнем течении — Речуха, а после слияния с Ожумом и до устья — Хуса-Кардоникская.
Длина реки составляет примерно 32 км. Площадь водосборного бассейна — 97,7 км².
Начало берёт на высоте примерно 1800 метров над уровнем моря в лесной горной местности на территории Марухского сельского поселения. Большая часть верхнего и среднего течения является границей Марухского сельского поселения с Даусузским сельским поселением. Впадает в Большой Зеленчук (приток Кубани) по правой стороне в станице Зеленчукская на высоте 885 метров над уровнем моря. Основным направлением течения является север.
Населённые пункты около реки: Хусы-Кардоник, Зеленчукская.